# آنا اولسون (اسکی‌باز)
آنا اولسون (انگلیسی: Anna Olsson؛ زادهٔ ۱ مهٔ ۱۹۷۶) اسکی‌باز صحرانوردی اهل سوئد بود.